# Luigi Milano
Luigi Milano (né le 6 juillet 1913 à Alexandrie, au Piémont et mort le 12 novembre 1990) est un footballeur italien des années 1930 et 1940, dont la carrière fut perturbée par la Seconde Guerre mondiale.

## Biographie
Luigi Milano évolua au poste de milieu de terrain. Il commença sa carrière de footballeur dans sa ville à l'Alessandria US, terminant finaliste de la Coupe d'Italie en 1936, battu par le Torino.
De 1936 à 1940, il joua à la Lazio Rome. Il fut la première année vice-champion de Serie A, devancé par Bologne FC. De plus, il fut finaliste de la Coupe Mitropa, battu en finale par Ferencváros TC.
Puis de 1940 à 1943, il joua à Naples, ne remportant aucun titre. Il fit une année à l'AS Rome, terminant vice-champion du championnat romain de guerre en 1944.
Il revint à Naples une saison, sans rien remporter. Il termina sa carrière à l'AC Cesena en Serie B. Le club redescend en Serie C.

## Clubs

### Joueur
- 1932-1936 : Alexandrie US
- 1936-1940 : Lazio Rome
- 1940-1943 : AC Naples
- 1944 : AS Rome
- 1945-1946 : AC Naples
- 1946-1947 : AC Cesena

### Entraîneur
- 1946-1947 : AC Cesena
- 1947-1948 : SS Ternana

## Palmarès
- Coupe d'Italie de football
  - Finaliste en 1936
- Championnat d'Italie de football
  - Vice-champion en 1937
- Coupe Mitropa
  - Finaliste en 1937
- Championnat romain de guerre
  - Vice-champion en 1944